# Mike Richter
Michael Thomas "Mike" Richter, född den 22 september 1966 i Abington i Pennsylvania, är en amerikansk före detta professionell ishockeymålvakt som spelade hela sin 15 säsonger långa NHL-karriär i New York Rangers. Han är kanske mest känd för storspelet under Stanley Cup-slutspelet 1994 då Rangers vann Stanley Cup för första gången på 54 år.
Richter blev draftad som 28:e spelare totalt i 1985 års NHL-draft. Innan han fick chansen i NHL i slutspelet 1989 deltog han i två JVM och i OS 1988 i Calgary. Han slog igenom som reservmålvakt bakom John Vanbiesbrouck men de delade snart målvaktssysslan ganska jämnt. Inför säsongen 1993–94 byttes Vanbiesbrouck bort och Richter var ohotad förstemålvakt i Rangers. Samma år gjorde han sin bästa säsong i karriären när han vann 42 matcher i grundserien och släppte in 2.57 mål per match. I slutspelet, som Rangers vann efter finalseger mot Vancouver Canucks, blev han den åttonde målvakten i historien att hålla nollan fyra gånger. 
Richter spelade i World Cup 1996 för USA och blev, efter USA:s seger mot Kanada i finalserien, utsedd till turneringens mest värdefulla spelare. Han spelade också för USA i OS 1998 i Nagano och 2002 i Salt Lake City. I OS 2002 kom USA tvåa efter att ha förlorat finalen mot Kanada. 
Ett år senare, 2003, tvingades Richter sluta med ishockeyn efter en skallfraktur och hjärnskakning. Totalt spelade han 666 matcher för New York Rangers vilket är klubbrekord för en målvakt, och vann 301 matcher, vilket var klubbrekord tills Henrik Lundqvist slog det 2014. Hans tröja #35 blev den tredje att hissas upp i taket i Madison Square Garden för att aldrig mer användas. Vilket är en av fem nummer genom klubbens New York Rangers långa historia, endast Ed Giacomin  nummer 1, Mark Messier nummer 11 och Mike Richters nummer 35, Henrik Lundqvist nummer 30, samt Rod Gilbert nummer 7, har pensioneras av New York-klubben. Vilket är 3 målvakter.

## Utmärkelser i NHL
Vald till All-Star-matchen: 1992, 1994 och 2000
Vald till All-Star-matchens bästa spelare: 1994

## Utmärkelser i New York Rangers
Rangers MVP — 1999–00, 2001–02
Players' Player Award — 1990–91, 1999–00
Boucher Trophy (Mest Populär) — 1990–91, 1998–99, 1999–00, 2001–02
"Crumb Bum" Award (Community Service) — 1996–97
Rangers Good Guy Award — 1990–91
Rangers Fan Club Rookie of the Year — 1989–90
Lars-Erik Sjöberg Award (Best Rookie in Training Camp) — 1988

## Rekord i New York Rangers
Flest matcher spelade av en målvakt — 666
Flest minuter spelade av en målvakt — 38185
Flest förluster — 258
Flest slutspelsmatcher spelade av en målvakt — 76
Flest slutspelsvinster av en målvakt — 41
Flest slutspelsnollor — 9
Flest vinster på en säsong — 42  (säsongen 1993–94)
Flest vinster på en säsong, slutspelet medräknat — 58 (säsongen 1993–94)
Flest assists av en målvakt på en säsong — 5 (säsongen 1992–93) (delar rekordet)
Flest räddningar i en match — 59 i Vancouver den 31 januari 1991
Flest assists av en målvakt i en match — 2 i Washington den 23 februari 1990 (delar rekordet)
Flest minuter spelade under ett slutspelsår — 1477 (1994)
Flest vinster under ett slutspelsår — 16 (1994)
Flest hållna nollor under ett slutspelsår — 4 (1994) (delar rekordet)